# 袁維學
袁維學，（1945年1月3日—），江蘇宿遷人，中國現代書法家，中國前外交官。 中國書法家協會會員，中國翻譯協會專家會員，中國作家協會會員。曾任中國駐泰國大使館、駐巴基斯坦使館和菲律賓使館的文化參贊。國務院新聞辦《中國網》專欄作家、專家。現任中國文化部老幹部書畫學會常務副會長等職。

## 生平
袁維學1984年加入中國翻譯協會,系中國翻譯協會專家會員，1986年加入中國作家協會,1999年加入中國書法家協會。袁維學從中學開始，就喜歡文學和書法。1965年袁維學考入北京廣播學院（今中國傳媒大學）,畢業後在中央廣播事業局國際電臺工作。1976年袁維學開始翻譯烏爾都語文學作品,1980年調到文化部外聯局工作,其後在中國駐巴基斯坦大使館、泰國大使館、菲律賓大使館工作，任文化參贊。自1981年起，袁維學開始出版巴基斯坦文學作品《勇士》（外國文學出版社）、《真納傳》（商務印書館）、《悲哀世代》（上海譯文出版社）、《薩姬妲的愛輿恨》（世界知識出版社）等。因對中國和巴基斯坦文學藝術交流做出了貢獻，2001年獲巴基斯坦總統“傑出成就獎”。1987年開始創作歷時四年的長篇歷史小說《靈鷲山》。 該書描寫的是東晉高僧法顯歷盡千難萬險赴天竺（印度），歷時14載，遊歷30餘國，攜經而歸的故事，該書于1993年出版。它是國內第一部關於法顯的力作，受到史學界和文學界的好評。2017年再版，並被翻譯成烏爾都文和英文，2022年由巴基斯坦民間遺產研究所出版。 袁維學的書法，以草書和金文大篆見長,曾在中國美術館、山東青島、江蘇宿遷等地舉辦過個人書法展，作品受到業內外人士的好評。2010年中國翻譯協會授予他“資深翻譯家”榮譽稱號。

## 作品
- 《悲哀世代》
- 《勇士》
- 《萨姬妲的爱与恨》
- 《真纳传》
- 《巴基斯坦民间故事》
- 《曼托短篇小说选》
- 《蜜月》
- 《中国的著名作家和诗人》
- 《灵鹫山》
- 《中华六十景诗书画印集》
- 《诗书寄情清真国》
- 《袁维学书法集》
- 《法显》[1][2]

## 外部鏈接
袁維學的新浪微博